# Cry of the Cat
Cry of the cat este primul roman de R. L. Stine din seria Goosebumps series 2000. Este despre o fată pe nume Allison Rogers care găsește o pisică numită Rip care o zgârie și, pe parcursul cărții, fata devine din ce în ce mai mult ca o pisică.